# Blejska Dobrava
Blejska Dobrava je naselje u slovenskoj općini Jesenicama. Blejska Dobrava se nalazi u pokrajini Gorenjskoj i statističkoj regiji Gorenjskoj. 

## Stanovništvo
Prema popisu stanovništva iz 2002. godine naselje je imalo 977 stanovnika.